# Бекарыстан би
Бекарыстан би (каз. Бекарыстан би, до 199? г. — Октябрь) — село в Казалинском районе Кызылординской области Казахстана. Административный центр и единственный населённый пункт Майдакольского сельского округа. Находится примерно в 44 км к западу от районного центра, посёлка Айтеке-Би. Код КАТО — 434447100.
Основан в 1955 году. Железнодорожная станция. Возделывание риса, пшеницы, бахчевых культур и картофеля. Каракулеводство. Назван в честь местного бия и батыра Бекарыстана Амалдыкулы.

## Население
В 1999 году население села составляло 2911 человек (1547 мужчин и 1364 женщины). По данным переписи 2009 года, в селе проживали 2642 человека (1425 мужчин и 1217 женщин).